# Hieracium cerussatiforme
Hieracium cerussatiforme es una especie de planta con flor del género Hieracium, de la familia Asteraceae, orden Asterales.

## Distribución
Hieracium cerussatiforme se distribuye por Suecia.

## Taxonomía
Fue descrita científicamente por Johanss. Fue publicada en Jämtl. Hierac. Vulg.: 9 (1914).